# Depresiunea Silvaniei
Depresiunea Silvaniei este o regiune geografica in forma de triunghi intre Munții Plopiș, Munții Meseș si Dealurile Crasnei. 